# ریوهی یاماموتو
ریوهی یاماموتو (ژاپنی: 山本 龍平؛ زادهٔ ۱۶ ژوئیهٔ ۲۰۰۰) یک بازیکن فوتبال اهل ژاپن است.
از باشگاه‌هایی که در آن بازی کرده‌است می‌توان به باشگاه فوتبال ماتسوموتو یاماگا، باشگاه فوتبال مونتدیو یاماگاتا و باشگاه فوتبال ناگانو پارسیرو اشاره کرد.